# Volarský potok
Der Volarský potok (deutsch Langwiesenbach, auch Schreinerbach) ist ein linker Zufluss der Warmen Moldau (Teplá Vltava) in Tschechien.

## Verlauf
Der Volarský potok entspringt dreieinhalb Kilometer nordöstlich von Volary im Böhmerwald. Seine Quelle liegt an der Hochmark am Südhang des Bobík (Schreiner, 1264 m n.m.) bzw. dem Nordhang der Jedlová (Stögerberg, 1088 m n.m.). Der Oberlauf des Baches führt durch ein breites Tal zwischen dem Dvorský vrch (Brix, 914 m n.m.) und dem Steinberg (874 m n.m.) vorbei an der Wüstung U kováře Lukše sowie den Einschichten Myslivny, Meindlova Pila (Meindlsäge) und Zelené Dvory (Grünhof) nach Südosten in die Volarská kotlina (Wallerer Ebene). Danach nimmt der Bach südliche Richtung und fließt durch die Stadt Volary (Wallern), wo der Bachlauf durch das Stadtzentrum zwischen dem Gasthaus "U Potůčku" und dem Busbahnhof unterirdisch verläuft. Am südlichen Stadtrand von Volary kommt der Volarský potok wieder zu Tage und wird von der Bahnstrecke Číčenice–Haidmühle überbrückt. Sein weiterer Lauf führt vorbei an Volary-Mlýny, der Motocrossstrecke Volary, dem Gelände von Motokáry Volary und dem Klärwerk Volary durch eine sumpfige Wiesenaue. Bei Planerův Dvůr (Planerhof) wird der Bach von der Staatsstraße I/39 zwischen Volary und Horní Planá überquert. Danach verlässt der Volarský potok die Volarská kotlina und durchbricht die südlich davon liegende Hügelkette zur Vltavická brázda (Moldaufurche). An seinem Unterlauf windet sich der Bach in zahlreichen Mäandern durch das sumpfige Durchbruchstal. Nach 10,5 Kilometern mündet der Volarský potok westlich von Chlum (Humwald) am Moor Mrtvý luh (Tote Au bzw. Filzau) in die Warme Moldau. Entlang des Mündungsgebietes erstreckt sich eine Bunkerlinie des Tschechoslowakischen Walls.

## Geschichte
Die Wasserkraft des Baches trieb früher unterhalb von Wallern die Austenmühle an, an seinem Zufluss Gutbach befanden sich mit der Zaunmühle und der Gemeindemühle zwei weitere Wassermühlen.
Durch die Einleitung der Abwässer wurde der Schreinerbach in der Stadt Wallern seit dem Ende des 19. Jahrhunderts zunehmend verunreinigt. 1939 wurde der durch den Stadtkern führende Bachlauf deshalb kanalisiert und nachfolgend mit einer Straße (Česká ul.) überbaut. In der zweiten Hälfte des 20. Jahrhunderts verschlechterte die Wasserqualität des als Kloake von Volary genutzten Baches weiter, von Einheimischen wurde er deshalb zuweilen als smradlák (Stinker) bezeichnet. Im Jahre 1995 entstand unterhalb von Volary am rechten Ufer des Baches eine Kläranlage für die städtischen Abwässer, danach wurde der Volarský potok revitalisiert.
Während des Junihochwassers von 2009 trat der Volarský potok nach viertägigem Starkregen mit Niederschlagsmengen von bis zu 145,8 mm/h und einer Gesamtmenge von 89 l/m² am späten Abend des 25. Juni 2009 in Volary über die Ufer und überschwemmte die Stadt.

## Zuflüsse
- Mlýnský potok (Gutbach), l, oberhalb Planerův Dvůr
- Luční potok, r, bei Planerův Dvůr